# کلیدگذاری تغییر فاز
کلیدزنی تغییر فاز (PSK) یک روش مدولاسیون دیجیتال است که داده‌ها را با تغییر فاز سیگنال حامل (موج حامل) می‌فرستد.
هر روش مدولاسیون دیجیتال از شماری از سیگنال‌های متمایز استفاده می‌کند تا داده‌های دیجیتال را ارسال کند. PSK نیز از شماری از فازهای سیگنال حامل که هرکدام برای یک الگوی خاص از بیت‌ها تعریف شده‌اند بهره می‌گیرد. معمولاً هر فاز به‌شمار برابری از بیت‌ها اختصاص می یابد. هر الگو از بیت‌ها یک نماد را تشکیل می‌دهد که توسط فاز ویژهٔ خود ارائه می‌شود. بنابراین، در حالت کلی برای ارسال هر {\displaystyle k} بیتِ اطلاعات، {\displaystyle 2^{k}} نماد (پس در PSK،{\displaystyle 2^{k}} فاز) لازم است.   
دمدولاتور که به‌ طور ویژه برای مجموعه نمادهای استفاده شده توسط مدولاتور طراحی شده، فاز سیگنال دریافت‌شده را تشخیص می‌دهد و آن را به نماد ویژهٔ خود اختصاص می‌دهد و این‌چنین داده‌های اصلی بازیابی می‌شوند. این عمل به گیرنده‌ای نیاز دارد که بتواند فاز سیگنال دریافت‌شده را با یک سیگنال مرجع مقایسه کند که چنین سیستمی را هَمدوس (Coherent) می‌نامیم. در این سیستم‌ها، لازم است اسیلاتورِ گیرنده ابتدا خود را از نظر فاز با سیگنال دریافت‌شده سنکرون (هم‌فاز) کند. در غیراین‌صورت، استخراج اطلاعات (بیت‌ها) بسیار پرخطا خواهد بود.  

## مدولاسیون PSK باینری (BPSK)
ساده‌ترین مثال PSK، مدولاسیون PSK باینری (BPSK) است که در آن هر بیت اطلاعات، به یکی از دو فاز صفر و 180 درجه نگاشته می‌شود؛ یعنی، "0" باینری به صفر درجه، و "1" باینری به 180 درجه. 
این کار معادل این است که ابتدا "0" باینری را به عنوان مقدار عددی {\displaystyle 1}، و "1" باینری را به عنوان مقدار عددی {\displaystyle -1} در نظر گرفته و سپس سیگنالِ با این مقادیر عددی (داده‌ها) را مستقیماً در سیگنال حامل که به شکل {\displaystyle A\cos(\omega t+\phi )} است ({\displaystyle A} دامنه سیگنال حامل، و {\displaystyle \phi } فاز اولیه آن است) ضرب کنیم.

## مدولاسیون PSK ناهَمدوس یا تفاضلی (DPSK)
با تغییر کوچکی در مدولاسیون PSK، می‌توان گیرنده را از سنکرون کردنِ اسیلاتور خود با سیگنال دریافت‌شده بی‌نیاز کرد، اگرچه با این کار مقداری از کارایی مدولاسیون کاسته می‌شود (در اصطلاح مخابرات، حدود {\displaystyle 3\,{\rm {dB}}} از کارایی گیرنده از نظر BER کم می‌شود). چنین سیستمی را ناهَمدوس (Noncoherent) می‌گویند.  
برای این کار، به جای نگاشتن بیت‌های اطلاعات به مقادیرِ مطلقِ فاز سیگنال در مدولاتور، آن‌ها را به تغییراتِ نسبیِ فاز سیگنال حامل می‌نگارند. به عبارت دیگر، دمدولاتور به جای اینکه تفاوت فاز را نسبت به یک سیگنال مرجع تشخیص دهد، کافی است تغییرات فاز سیگنال دریافت‌شده را تشخیص دهد و نه خود فاز را. به این کار کلیدزنی تغییر فاز تفاضلی (به انگلیسی: differential phase-shift keying) یا DPSK می‌گویند. 
DPSK می‌تواند راحت‌تر از PSK پیاده‌سازی شود چرا که دمدولاتور دیگر نیازی به یک نمونه از سیگنال مرجع برای تشخیص دقیق فاز سیگنال دریافت‌شده ندارد. در عوض، احتمال خطای بیت (BER) بیشتر خواهد شد.

## انواع مدولاسیون دیجیتال
سه روش اصلی مدولاسیون دیجیتال وجود دارد که برای ارسال داده‌های دیجیتال استفاده می‌شوند:
- کلیدزنی تغییر دامنه (ASK)
- کلیدزنی تغییر فرکانس (FSK)
- مدولاسیون تغییر فاز (PSK)

در هر سه روش داده‌ها را با تغییر یک مؤلفه از یک سیگنال پایه که همان موج حامل است (معمولاً یک موج سینوسی) با توجه به سیگنال دیجیتال ارسال می‌کنند. 
دو روش اساسی برای استفاده از تغییر فاز یک سیگنال برای ارسال داده‌ها وجود دارد:
- با در نظر گرفتن خود فاز به عنوان ارسال کنندهٔ داده‌ها، که در آن دمدولاتور باید یک سیگنال مرجع داشته باشد تا فاز سیگنال دریافت شده را با آن مقایسه کند.
- با در نظر گرفتن تغییر فاز به عنوان ارسال کنندهٔ داده‌ها.